# Списък на римските родове
Това е списък на родовете (gens; мн.ч.: gentes) от Древен Рим. 

## А
- Абронии Abronia
- Абурии Aburia
- Авиении Aviena
- Авидии Avidia
- Авлии Aulia
- Аврелии Aurelia
- Аврии Auria
- Аврункулеи Aurunculeia
- Автронии Autronia
- Азинии Asinia
- Аквилии Aquillia
- Аквинии Aquinia
- Актории Actoria
- Акуции Acutia
- Акции Accia
- Акцолеи Accoleia
- Аксии Axia
- Албии Albia
- Албинии Albinia
- Албуции Albucia
- Алиении Aliena
- Алфении Alfena
- Алфидии Ауфидии Aufidia
- Алфии Alfia
- Амафинии Amafinia
- Ампии Ampia
- Анеи Annaea
- Анеии Anneia
- Ании Annia
- Аниции Anicia
- Анхарии Ancharia
- Анции Antia
- Антистии Антисции Antistia
- Антонии Antonia
- Апии Appia
- Апонии Aponia
- Апронии Apronia
- Апулеи Appuleia
- Апустии Apustia
- Арелии Arellia
- Арении Arennia
- Арии Arria
- Арпинеи Arpineia
- Арунтии Арунции Arruntia
- Артикулеи Articuleia
- Асконии Asconia
- Атеи Ateia
- Атернии Aternia
- Атии Atia
- Атилии Atilia
- Атинии Atinia
- Атрии Atria
- Ауфидии Алфидии Aufidia
- Афрании Afrania
- Ацеронии Acerronia
- Ацилии Acilia

## Б
- Балвентии Balventia
- Бантии Bantia
- Барбатии Barbatia
- Бебии Baebia
- Бетилиении Betiliena
- Бетуции Betucia
- Блосии Blossia
- Букцулеи Bucculeia
- Буриении Burriena
- Брутии Bruttia

## В
- Валерии Valeria
- Вергинии Verginia
- Ветурии Veturia
- Випсании Vipsania
- Виселии или Визелии Visellia

## Г
- Гегании Gegania
- Генуции Genucia

## Д
- Дуилии Duilia

## Е
- Ебуции Aebutia
- Егнации Egnatia
- Елии Aelia
- Емилии Aemilia
- Еруции Erucia

## И
- Ицилии Icilia

## К
- Калавии Calavia
- Калвизии Calvisia
- Калидии Calidia
- Калпурнии Calpurnia
- Кании Cania
- Канидии Canidia
- Канинии Caninia
- Кантии Cantia
- Кантилии Cantilia
- Канулеи Canuleia
- Кануции Canutia
- Карвилии Carvilia
- Каризии Carisia
- Карпинации Carpinatia
- Картеи Carteia
- Карфулении Carfulena
- Касии Cassia
- Кастринии Castrinia
- Кастриции Castricia
- Катии Catia
- Катилии Catilia
- Кациении Catiena
- Квинкции Quinctia
- Квинтилии Quinctilia
- Киспии Cispia
- Клавдии Claudia
- Клоелии Cloelia
- Клувии Cluvia
- Клуенции Cluentia
- Кокцеи Cocceia
- Коминии Cominia
- Консенции Consentia
- Консидии Considia
- Копонии Coponia
- Корнелии Cornelia
- Корнифиции Cornificia
- Корункании Coruncania
- Корфидии Corfidia
- Косинии Cossinia
- Косконии Cosconia
- Косуции Cossutia
- Коции Cotia
- Красиции Crassitia
- Крепереи Crepereia
- Критонии Critonia
- Купиении Cupiennia
- Куриации Curiatia
- Курии Curia
- Куртии = Курции Curtia
- Куртилии Curtilia
- Куспии Cuspia

## Л
- Ларции Lartia
- Лелии Laelia
- Ливии Livia
- Лицинии Licinia
- Лолии Lollia
- Лукреции Lucretia
- Лутации Lutatia
- Луцилии Lucilia

## М
- Мамилии Mamilia
- Манилии Manilia
- Манлии Manlia
- Марции Marcia
- Марии Maria (Марий)
- Мемии Memmia
- Менении Menenia
- Минуции Minucia
- Модии Modia
- Муции Mucia

## Н
- Навции Nautia
- Невии Naevia
- Нинии Ninnia
- Нонии Nonia
- Нумии Nummia
- Нумиции Numicia

## О
- Овидии Ovidia
- Октавии Octavia
- Опии Oppia
- Отацилии Otacilia

## П
- Папирии Papiria
- Пepитиa Peritia
- Пинарии Pinaria
- Помпеи Pompeia
- Помпилии Pompilia
- Помпонии Pomponia
- Порции Porcia
- Постумии Postumia
- Потиции Potitia
- Публиции Publicia
- Публилии Publilia

## Р
- Рабирии Rabiria
- Ремии Remmia
- Ромилии Romilia
- Рутилии Rutilia

## С
- Секстии Sextia
- Секстилии Sextilia
- Семпронии Sempronia
- Септимии Septimia
- Сервилии Servilia
- Сергии Sergia
- Сертории Sertoria
- Сестии Sestia
- Сулпиции Sulpicia

## Т
- Тарквинии Tarquinia
- Тарквиции Tarquitia
- Тарпеи Tarpeia
- Теренции Terentia
- Титии Тиции Titia
- Требонии Trebonia
- Тулии Tullia

## У
- Улпии Ulpia
- Умидии Ummidia

## Ф
- Фабии Fabia
- Фослии Foslia
- Фурии Furia

## Х
- Хатерии Hateria
- Херминии Herminia
- Хорации Horatia
- Хостилии Hostilia

## Ц
- Цедиции Caedicia
- Цейонии Ceionia
- Цезении Caesennia
- Цезеции Caesetia
- Цезии Caesia
- Цезонии Caesonia
- Цезулении Caesulena
- Целии Caelia
- Центении Centenia
- Цепазии Caepasia
- Цепарии Caeparia
- Церелии Caerellia
- Цестии Cestia
- Цетронии Caetronia
- Цеции Caecia
- Цецилии Caecilia
- Цецинии Caecina
- Цилнии Cilnia
- Цинции Cincia
- Цицереи Cicereia

## Ю
- Ювентии Juventia
- Юлии Julia
- Юнии Junia